# Clavulina griseohumicola
Clavulina griseohumicola é uma espécie de fungo pertencente à família Clavulinaceae.